# Monopis longella
Monopis longella är en fjärilsart som beskrevs av Walker 1863. Monopis longella ingår i släktet Monopis och familjen äkta malar. Inga underarter finns listade i Catalogue of Life.